# Lucien Bull
Lucien Bull (5 janvier 1876 à Dublin en Irlande - 25 août 1972 à Boulogne-Billancourt) est l'un des innovateurs franco-britannique du cinéma et de la photographie, pionnier de la chronophotographie.

## Biographie
Élève d'Étienne-Jules Marey, Lucien Bull poursuivit ses recherches photographiques comme sous-directeur à l'institut Marey.
Il mit au point le cinéma ultrarapide : il atteignit 1 200 images par seconde en 1904 et 100 000 images par seconde en 1928. Il franchit le million d'images à la seconde en 1951.
Parallèlement au cinéma ultrarapide, Lucien Bull inventa le premier appareil de microcinématographie (qui permettait les grossissements de 8 à 10 fois) et d'enregistrement accéléré (images prises toutes les 15 minutes).